# Lekkoatletyka na Letnich Igrzyskach Paraolimpijskich 2004 – rzut oszczepem kl. F58 mężczyzn
W rzucie oszczepem kl. F58 (zawodnicy na wózkach inwalidzkich) mężczyzn podczas Letnich Igrzysk Paraolimpijskich 2004 rywalizowało ze sobą 8 zawodników.

## Wyniki

### Finał
| Poz. | Zawodnik         | Narodowość | Rezultat | Uwagi |
| ---- | ---------------- | ---------- | -------- | ----- |
| 1    | Silver Ezeikpe   | Nigeria    | 50.72    | WR    |
| 2    | Mahmoud Elatar   | Egipt      | 49.14    |       |
| 3    | Alexis Pizarro   | Portoryko  | 46.60    |       |
| 4    | El Sayed Moussa  | Egipt      | 45.76    |       |
| 5    | Nasser Al Sahoti | Katar      | 44.01    |       |
| 6    | Hussein Elgenedy | Egipt      | 43.51    |       |
| 7    | Ali Ghribi       | Tunezja    | 40.57    |       |
| 8    | Henk Jansen      | Holandia   | 34.51    |       |